# Diaaeldin Kamal Gouda Abdelmottaleb
Diaaeldin Kamal Gouda Abdelmottaleb – (2 de mayo de 1993) es un deportista egipcio que compite en lucha libre. Ganó una medalla de bronce en los Juegos Panafricanos de 2015.   Ha ganado dos medallas de oro en el Campeonato Africano de Lucha entre los años 2015  y 2016.

## Palmarés internacional
| Juegos Panafricanos | Juegos Panafricanos               | Juegos Panafricanos | Juegos Panafricanos |
| Año                 | Lugar                             | Medalla             | Categoría           |
| ------------------- | --------------------------------- | ------------------- | ------------------- |
| 2015                | Brazzaville (República del Congo) | Medalla de bronce   | 125 kg              |
| Campeonato Africano |                                   |                     |                     |
| Año                 | Lugar                             | Medalla             | Categoría           |
| 2015                | Alejandría (Egipto)               | Medalla de oro      | 125 kg              |
| 2016                | Alejandría (Egipto)               | Medalla de oro      | 125 kg              |